# Francesco Rier
Francesco Rier, noto anche come Franco (Rovereto, 2 dicembre 1908 – Rovereto, 5 maggio 1991), è stato un calciatore italiano, di ruolo centrocampista.

## Caratteristiche tecniche
Alla Lazio giocava come interno, poi alla Juventus diventa un mediano.

## Palmarès

### Club

#### Competizioni nazionali
- Campionato italiano: 1

Juventus: 1930-1931

#### Competizioni regionali
- Campionato italiano di terza divisione: 1

Rovereto: 1926-1927
- Prima Divisione: 1

Rovereto: 1939-1940